# سواران
سواران (به فرانسوی: Soirans) یک کمون در فرانسه با جمعیت ۴۷۰ نفر است که در Canton of Auxonne واقع شده‌است.